# Константин Нищенко
Константин Никанорович Нищенко (на руски:Константин Никанорович Нищенко) е руски офицер, генерал-майор. Участник в Руско-турската война (1877 – 1878).

## Биография
Константин Нищенко е роден през 1844 г. в Русия в семейството на потомствен дворянин. Ориентира се към военното поприще. Постъпва на служба през 1863 г. Завършва Александровския кадетски корпус и 2-ро Константиновскоо военно училище с производство в първо офицерско звание поручик и назначение в 4-ти гренадерски Несвижки полк (1863). Служи в полка до 1877 г. Повишен е във военно звание подполковник от 1876 г.
Участва в Руско-турската война (1877 – 1878). Командирован е в Българското опълчение и е назначен за командир на 5-а опълченска дружина. Отличава се при преминаването на Предния отряд през Хаинбоазкия проход, боевете при Уфланли, Казанлък и заемането на Шипченския проход. Бие се храбро при Стара Загора и е ранен в ръката и крака. Повишен е за бойно отличие във военно звание полковник от 1878 г. Награден е с орден „Свети Станислав“ II степен (1878).
След войната е командир на 19-и стрелкови батальон (1878) и 68-и лейбпехотен Бородински полк (1888). Награден е с орден „Света Ана“ II степен и с Български военен орден III степен (1882, 1885). Повишен е във военно звание генерал-майор с назначение за командир на 2-ра Източносибирска стрелкова бригада от 1892 г.